# Algona, Iowa
Algona är en stad (city) i Kossuth County, i delstaten Iowa, USA. Enligt United States Census Bureau har staden en folkmängd på 5 508 invånare (2011) och en landarea på 11,6 km². Algona är huvudort i Kossuth County.